# 샬로트 페리앙
샬로트 페리앙(Charlotte Perriand, 1903년 10월 24일 ~ 1999년 10월 27일)은 프랑스의 건축가이자 디자이너이다.
프랑스의 크래프트 디자인 분야에서 제1인자로 지목되는 디자이너이다. 그녀는 젊어서부터 르 코르뷔지에의 아틀리에에서 협업했기 때문에 기능적인 조형이념의 영향으로 금속가구 연구에 종사하였다.
후에 르 코르뷔지에 종제이었고 협력자인 피에르 잔레와 결혼하여 그와 기능적인 건축을 위한 실내장식이나 가구의 표준화를 추진하였다.
그러나 그녀가 만든 가구는 기능 일변도인 딱딱함이 없고 여성다운 우미한 형식을 곁들인 유니크한 것이었다. 특히 회전축(回轉軸)으로 상체를 회전하도록 되어 있는 안락의자는 그의 독창적인 형식과 함께 섬세한 배려로 다듬어진 수작이라는 호평을 받았다.

## 갤러리

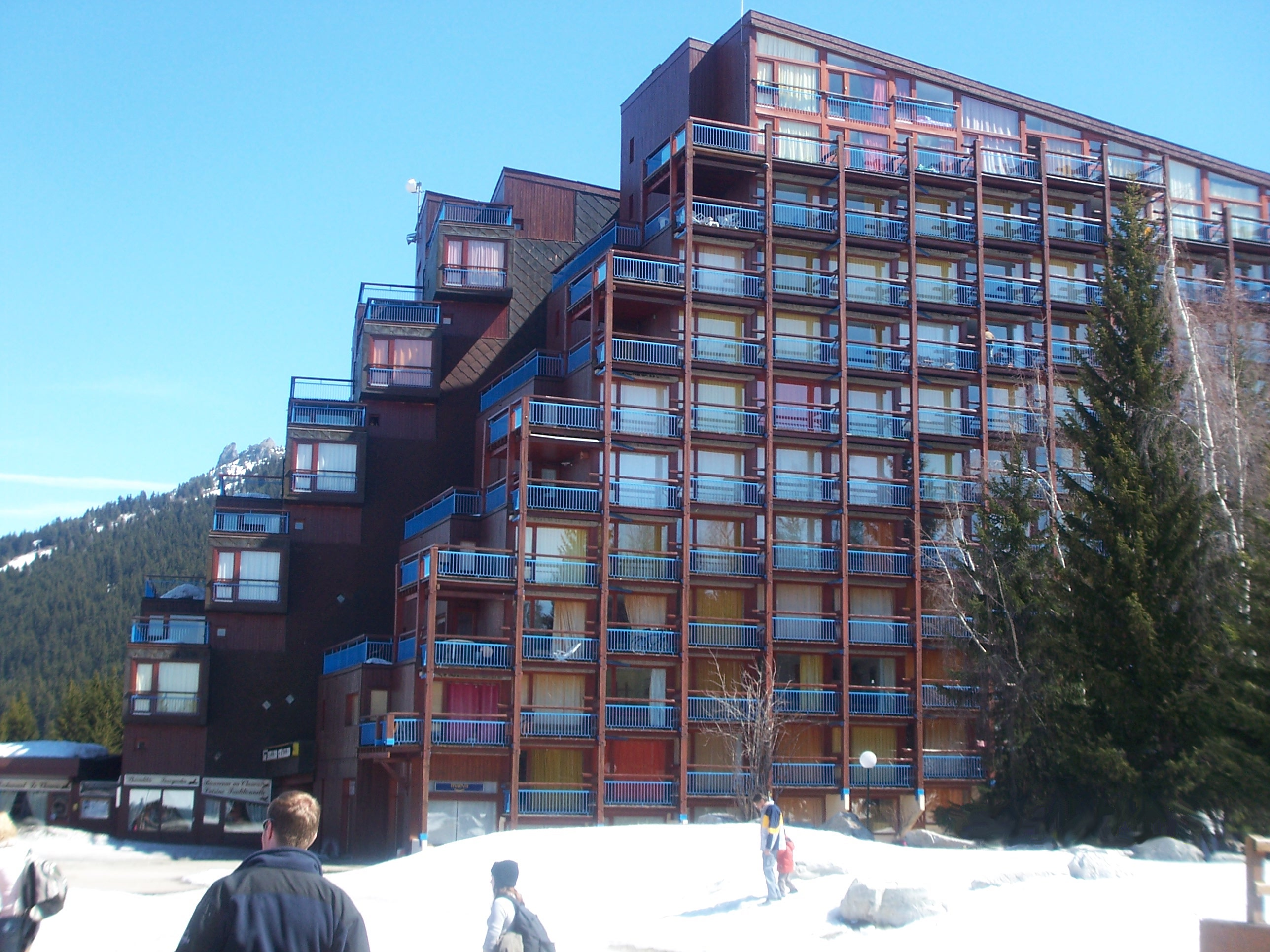
Les Arcs 1800
Axonometric view of a typical unit in the Unite d'Habiltation
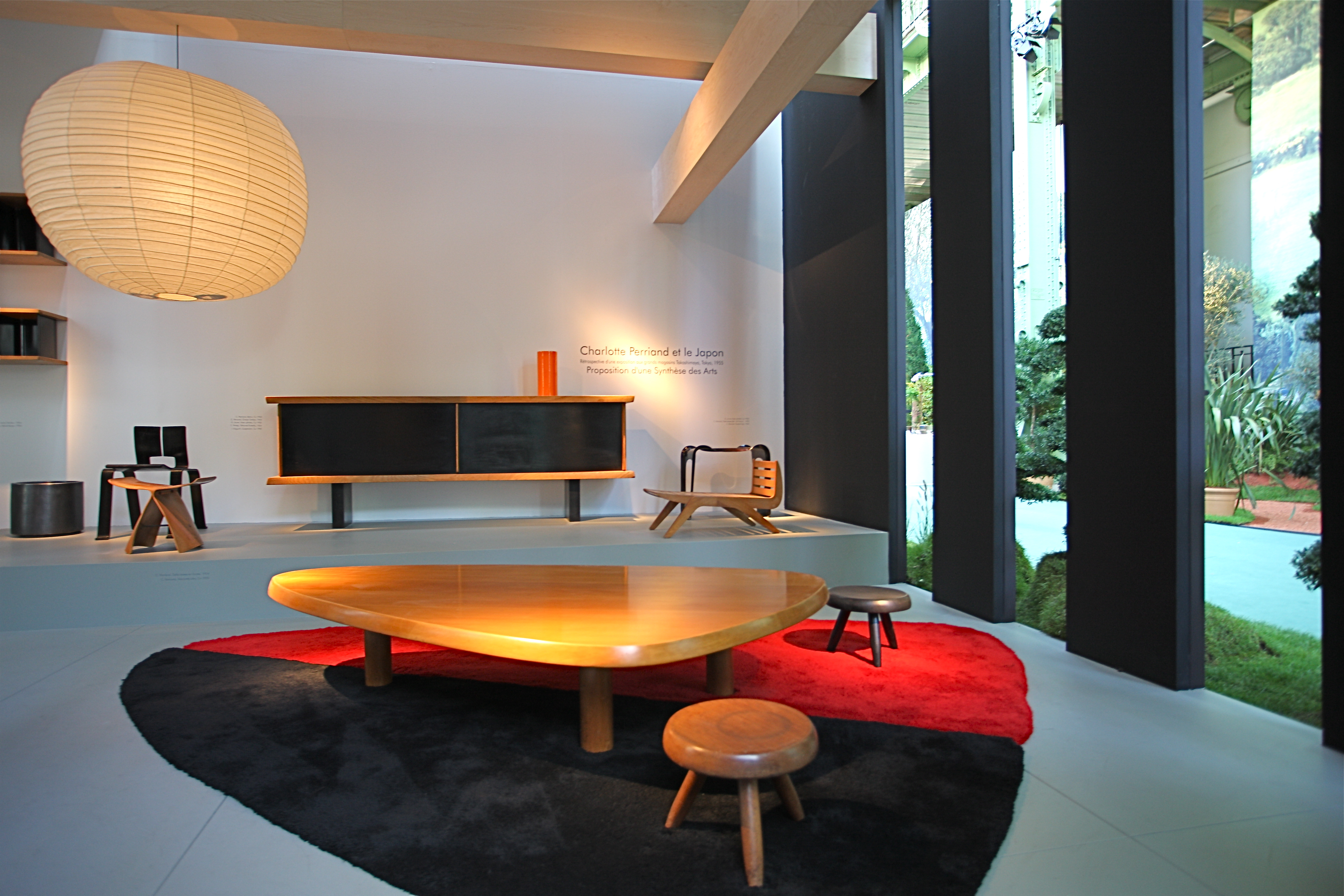
Interior Design (furniture) of Charlotte Perriand